# Západočeský symfonický orchestr
Západočeský symfonický orchestr (ZSO) je nejstarším symfonickým tělesem v českých zemích. ZSO koncertuje na území západních Čech a uplatňuje se i na zahraničních pódiích.
Jeho vznik se datuje v roce 1821 na popud tehdejšího opata tepelského kláštera a zakladatele Mariánských Lázní K. K. Reitenbergera. Původně menší kapela se brzy rozrostla ve středně velký orchestr, který se vedle promenádních koncertů stále více zaměřoval také na koncerty symfonické.
V současné době[kdy?] orchestr provede kolem stovky koncertů ročně. Jeho hlavní programovou osu tvoří cyklus abonentních koncertů. Domovské podium Západočeského symfonického orchestru je Mramorový sál ve Společenském domě Casino v Mariánských Lázních. Protože orchestr v Mariánských Lázních plní také funkci lázeňského tělesa, je možné jeho koncerty navštívit také v letních měsících na mariánskolázeňské kolonádě.
Mimo abonentní koncerty, koncerty populární a operetní, pořádá ZSO také koncerty pro děti s rodiči, je pravidelným účastníkem několika festivalů, z nichž nejznámější je Chopinův festival, na němž od samého počátku působí jako rezidenční symfonický orchestr.
Šéfdirigentem Západočeského symfonického orchestru je Martin Peschík, hlavním hostujícím dirigentem Jan Mikoláš. Ředitelem orchestru je od roku 2017 MgA. Milan Muzikář.

## Kapelníci a šéfdirigenti
- 1814–1817 Wenzel Voigt
- 1818–1820 Karl Beer
- 1821–1842 Josef Schurwonn
- 1843–1881 Theodor Krüttner
- 1882–1895 Michael Zimmermann
- 1896–1915 Adalbert Schreyer
- 1916–1921 Ferdinand Hellmesberger
- 1922–1934 Louis Kunz
- 1935–1945 Paul Engler
- 1945–1947 Josef Vyskočil
- 1946–1948 René Kubínský
- 1948–1953 Josef Svoboda
- 1954–1955 Stanislav Parýzek
- 1955–1972 Jaroslav Soukup
- 1956–1980 Miloslav Bervíd
- 1973–1980 Jan Šefl
- 1980–1982 Jiří Malát
- 1980–1981 Antonín Kühnel
- 1982–1989 Jan Chlebníček
- 1982–1987 Stanislav Bogunia
- 1988–1992 Miroslav Janíček
- 1989–1991 Jan Snítil
- 1991–1997 Radomil Eliška
- 1991–1998 Rostislav Hališka
- 1995–1996 Karel Mládek
- 1998–2001 František Drs
- 2004–2011 Michael Roháč
- 2011–dosud Martin Peschík